# Везенберг (Мекленбург-Передня Померанія)
Везенберг (нім. Wesenberg) — місто в Німеччині, розташоване в землі Мекленбург-Передня Померанія. Входить до складу району Мекленбургіше-Зенплатте. Складова частина об'єднання громад Мекленбургіше-Кляйнзенплатте.
Площа — 89,43 км2. Населення становить 3057 ос. (станом на 31 грудня 2020).

## Галерея

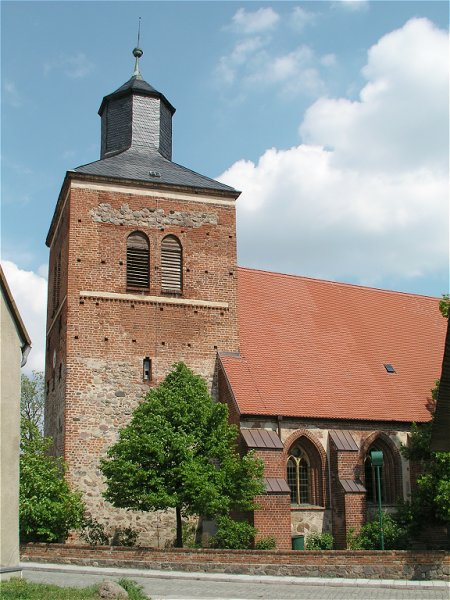
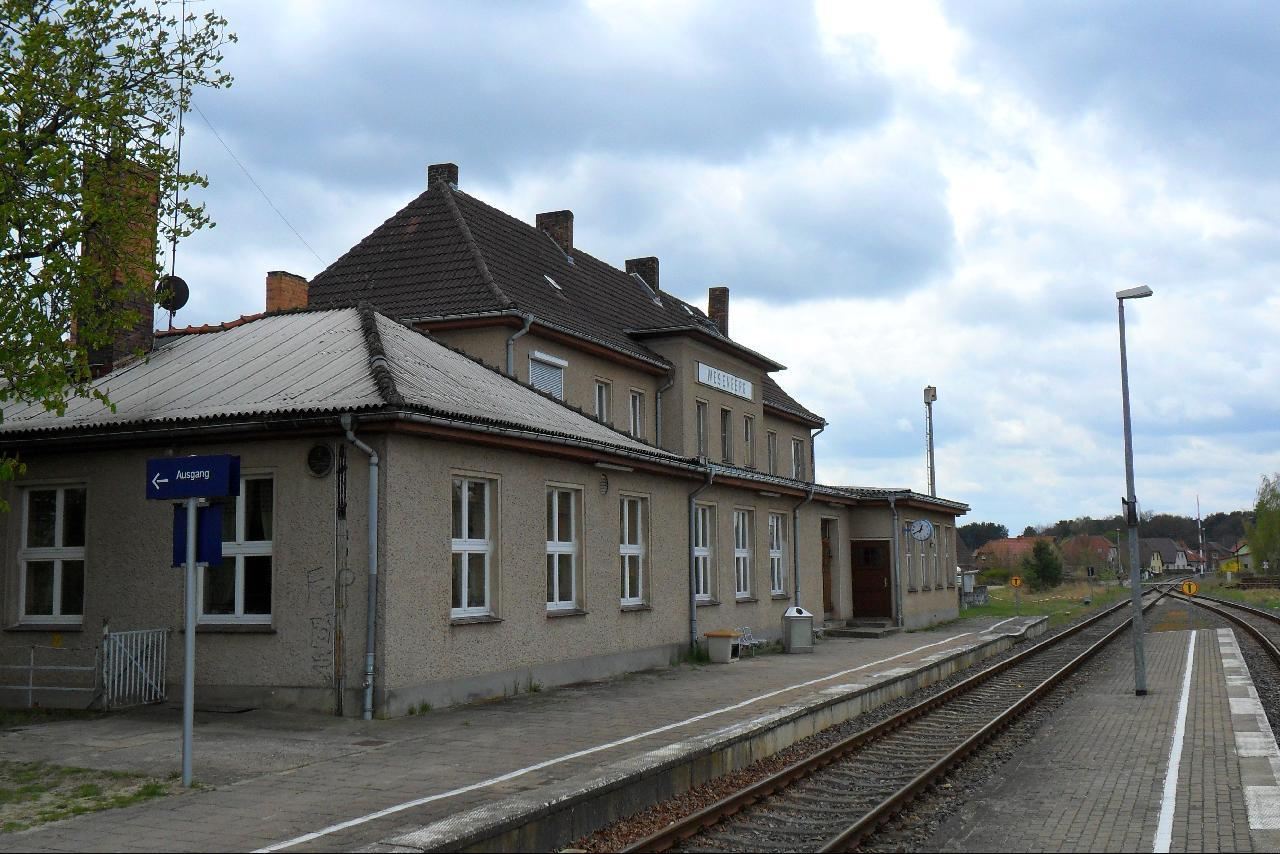
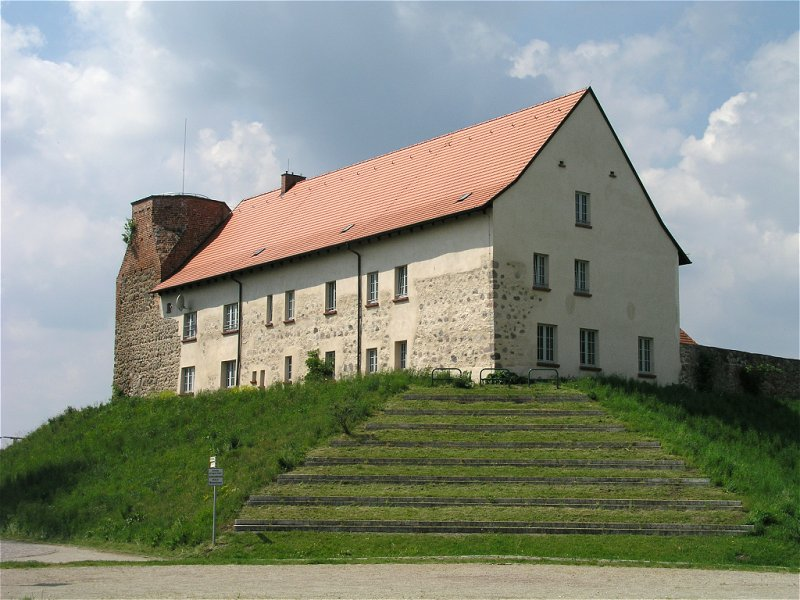
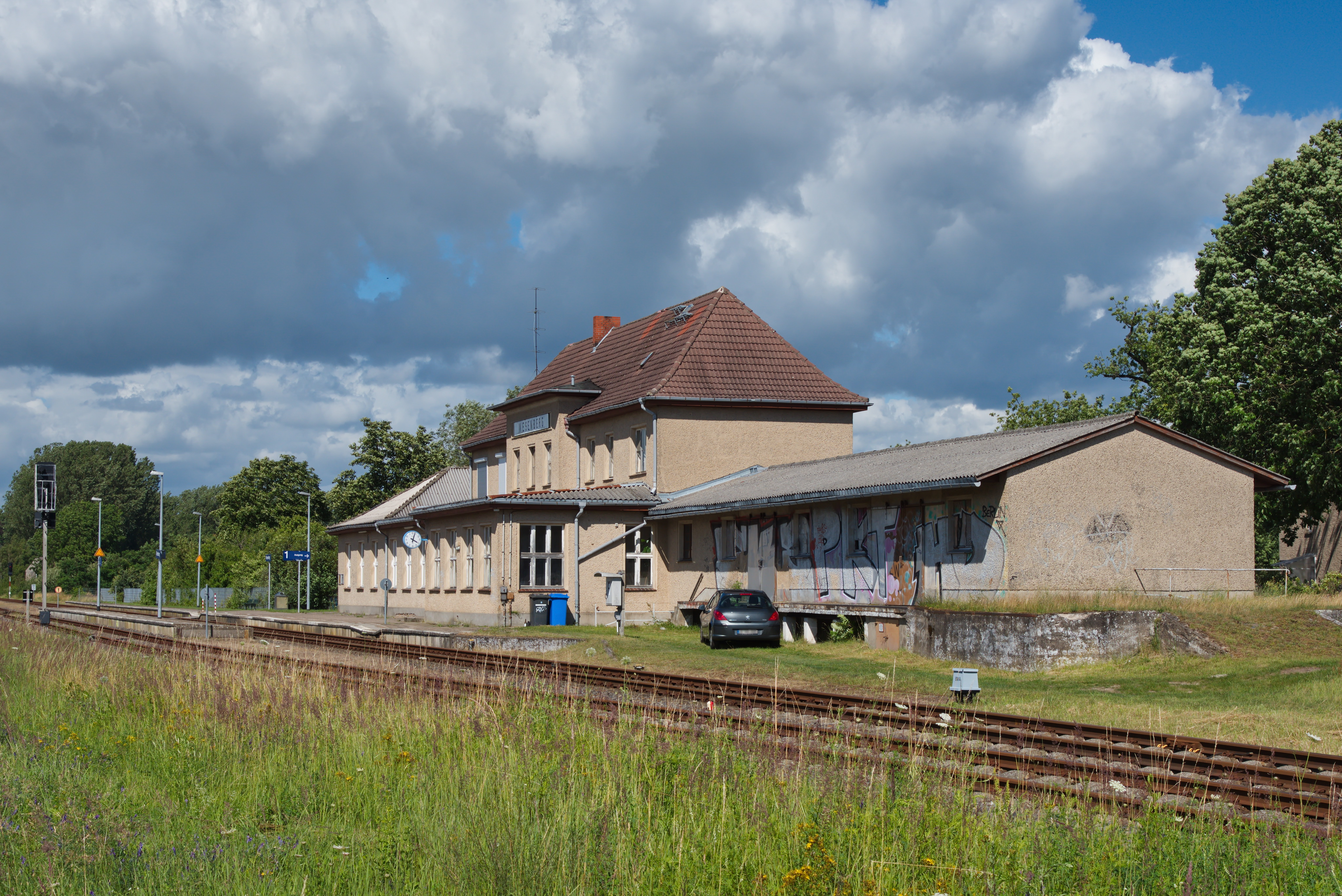